# Пурния
Пу́рния (англ. Purnia, хинди पूर्णिया) — город в восточной части штата Бихар, Индия. Административный центр округа Пурния.

## География
Абсолютная высота — 35 метров над уровнем моря.

## Население
По данным на 2013 год численность населения составляет 267 956 человек. Около 85 % населения города исповедует индуизм и 11 % — ислам.
Динамика численности населения города по годам:
| 1991    | 2001    | 2013    |
| ------- | ------- | ------- |
| 114 912 | 171 687 | 267 956 |

## Транспорт
Имеется небольшой аэропорт Пурния, принимающий рейсы из Патны и Калькутты дважды в неделю. Ближайший аэропорт с регулярным сообщением находится в 150 км от Пурнии, в городе Багдогра, округ Дарджилинг. Имеется железнодорожное сообщение. Через город проходят национальные шоссе № 31, № 57 и № 107. Городской транспорт представлен автобусами, мото- и велорикшами.